# Український Альянс у Швеції
Український Альянс у Швеції (швед. Ukrainska alliansen i Sverige) — організація, що об'єднує 12 різних об'єднань в Гетеборзі, Стокгольмі, Треллеборзі, Блекінгу і Євлі. Альянс був створений у 2009 році.
Основними напрямками діяльності організації є проведення навчальних днів та лекцій, розвиток культурних з'вязків між Україною та Швецією та робота з молоддю та дітьми.
Керівник організації — Тетяна Реп.
| Прапор Швеції | Це незавершена стаття про Швецію. Ви можете допомогти проєкту, виправивши або дописавши її. |